# Геракліан
Геракліан (Heraclianus, бл. 7 березня 370 — 413, Карфаген) — командувач західного римського імператора Гонорія.
У 408 Геракліан убив Стіліхона, чий статок і успадкував. Був намісником імператора Гонорія в Африці, у 413 році призначений консулом. В Африці він виступив проти імператора і зупинив основні поставки зерна, від яких залежав Рим. Геракліан мав намір цим послабити імператора, і згрупував військово-морські сили, з якими він хотів підкорити Рим. При спробі увійти у Тибр він був відбитий на італійському узбережжі в Ультріколі капітаном Марінусом. Коли він утікав, його взяли в полон в Африці і за наказом Гонорія обезголовили 7 березня 413 року як узурпатора у Карфагені у храмі Мнемосіни. Володіння Геракліана Гонорій переписав Констанцію III.